# Planungsregion Ostthüringen

Lage der Planungsregion in Deutschland

Die Planungsregion Ostthüringen ist eine Einheit der Raumordnung, die den Osten Thüringens umfasst. Die beteiligten Kommunen arbeiten in der Regionalen Planungsgemeinschaft Ostthüringen mit Sitz in Gera zusammen.
Zur Planungsregion Ostthüringen gehören:
- Stadt Gera
- Stadt Jena
- Landkreis Altenburger Land
- Saale-Holzland-Kreis
- Landkreis Greiz
- Saale-Orla-Kreis
- Landkreis Saalfeld-Rudolstadt

Die Planungsregion Ostthüringen grenzt im Norden und Osten an die Bundesländer Sachsen und Sachsen-Anhalt, im Nordwesten an die Planungsregion Mittelthüringen und im Süden an die Planungsregion Südwestthüringen sowie Bayern.
Die Planungsregionen in Thüringen wurden 1991 auf Basis des Thüringer Landesplanungsgesetzes (ThLPlG) geschaffen. Seit 1998 werden regionale Entwicklungskonzepte auf Basis der Richtlinie zur Förderung der Regionalentwicklung mit Landesmitteln finanziell unterstützt.
Räumlich ist die Region identisch mit dem Bezirk Gera zwischen 1952 und 1990, erweitert um die Kreise Altenburg und Schmölln. 
- Größte Städte (Stand: 31. Dezember 2023[1]):

1. Jena (110.791)
2. Gera (94.847)
3. Altenburg (31.580)
4. Saalfeld/Saale (29.121)
5. Rudolstadt (24.767)
6. Greiz (20.220)
7. Zeulenroda-Triebes (15.890)
8. Schmölln (13.607)
9. Pößneck (11.858)
10. Eisenberg (11.196)
11. Meuselwitz (10.079)